# SHOCK!
| 専門評論家によるレビュー | 専門評論家によるレビュー |
| レビュー・スコア         | レビュー・スコア         |
| 出典                     | 評価                     |
| ------------------------ | ------------------------ |
| hotexpress（山本純）     | 肯定的                   |

「SHOCK!」（ショック）は、℃-uteのメジャー11枚目（通算15枚目）のシングル。2010年1月6日にzetimaから発売された。

## 概要
- 初回生産限定盤はCD+DVDで、通常盤はCDのみである。また、初回生産限定盤、通常盤（初回仕様）ともイベント抽選シリアルナンバーカードが封入されている。
- 梅田えりか卒業後、5人体制として初のシングルとなった。
- センター・メインボーカル共に鈴木愛理となっており、他のメンバーのソロパートが無い楽曲となっている[3]。
- 後年、このシングルの発売前後の時期がグループとして苦しかった時期であったことをメンバーが明かしている[4][5][6]。

## 収録曲
全作詞・作曲：つんく
1. SHOCK!
編曲：板垣祐介
2. 生きようぜ!
編曲：朝井泰生
3. SHOCK! (Instrumental)

## 参加ミュージシャン
SHOCK!
- プログラミング：板垣祐介
- コーラス：CHINO

生きようぜ!
- プログラミング、ギター：朝井泰生
- コーラス：鈴木愛理